# The Thirteenth Anniversary Show
The Thirteenth Anniversary Show – album koncertowy autorstwa awangardowej grupy The Residents wydany w 1987 roku i dokumentujący koncert zespołu w Japonii, który był częścią ich trasy koncertowej z okazji 13 rocznicy założenia zespołu. Był to jeden z ostatnich koncertów na których z grupą wystąpił Snakefinger przed swoją śmiercią. Oryginalny materiał został wydany w 1986 roku na kasecie magnetofonowej i doczekał się dwóch reedycji na CD - 1999 (japońska Bomba Records, tytuł płyty został rozszerzony i brzmiał na tym wydaniu "The 13th Anniversary Show, Live in Tokyo") oraz 2000 (identyczna wersja co wydana rok wcześniej w Japonii, wydana przez amerykańską wytwórnię East Side Digital). Równolegle z pierwszą kasetą na rynku japońskim pojawił się również materiał zatytułowany The Eyeball Show, zawierający dłuższe wersje utworów z wydania amerykańskiego tego koncertu.

## Lista utworów
1. "Jailhouse Rock"
2. "Where Is She"
3. "Picnic in the Jungle"
4. "Passing the Bottle"
5. "Monkey and Bunny"
6. "Theme from an American TV Show"
7. "It's a Man's Man's Man's World"
8. "Smelly Tongues"
9. "Eloise"
10. "Ships a Going Down"
11. "Tourniquet of Roses"
12. "Easter Woman"
13. "Amber"
14. "Red Rider"
15. "Die in Terror"
16. "Coming of the Crow"
17. "Eva's Warning"
18. "Cry for the Fire"

Kompozycja Theme from an American TV Show znajduje się na albumie, ale nie trafiła do żadnej listy utworów uwzględnionej w oprawie graficznej.

## Lista utworów (Reedycja CD 1999/2000)
1. Lizard Lady
2. Semolina
3. Hello Skinny/Constantinople
4. Jailhouse Rock
5. Where Is She?
6. Picnic in the Jungle
7. Smelly Tongues
8. Eloise
9. Ship's a Goin' Down
10. The New Machine
11. Tourniquet of Roses
12. Passing the Bottle
13. Monkey and Bunny
14. Theme from an American TV Show
15. Man's World
16. Walter Westinghouse
17. Easter Woman
18. Amber
19. Red Rider
20. Die in Terror
21. The Coming of the Crow/Eva's Warning
22. Cry for the Fire